# Савој (Илиноис)
Савој (енгл. Savoy) град је у америчкој савезној држави Илиноис.

## Демографија
По попису из 2010. године број становника је 7.280, што је 2.804 (62,6%) становника више него 2000. године.
| Група             | 2000.         | 2010.         |
| Белци             | 3.592 (80,3%) | 5.513 (75,7%) |
| Афроамериканци    | 202 (4,5%)    | 497 (6,8%)    |
| Азијати           | 485 (10,8%)   | 917 (12,6%)   |
| Хиспаноамериканци | 95 (2,1%)     | 197 (2,7%)    |
| Укупно            | 4.476         | 7.280         |